# Coupe de Guinée équatoriale féminine de football
La Coupe de Guinée équatoriale féminine de football ou Copa de la Primera Dama de la Nación (Coupe de la Première dame de la Nation) est une compétition de football féminin opposant les clubs de Guinée équatoriale dans un tournoi à élimination directe.

## Palmarès
| Saison | Vainqueur                   | Score         | Finaliste                   |
| ------ | --------------------------- | ------------- | --------------------------- |
| 2004   | Águilas Verdes              | 3-0           | Sirenas de Kie Ntem         |
| 2007   | Sirenas de Kie Ntem         | 1-1 (4-3 tab) | Las Vegas de la Isla        |
| 2012,  | Inter Continental de Malabo | 4-0           | Estrellas de Vesper         |
| 2013   | Estrellas de Mongomeyen     | 2-1           | Inter Continental de Malabo |
| 2014   | Las Leonas de Bata          | 6-1           | Estrellas de Rebola         |
| 2015   | Estrellas de Ewaiso Ipola   | 3-2           | Super Leonas de Ecuador     |
| 2016   | Estrellas de Ewaiso Ipola   | 4-1           | Super Leonas de Ecuador     |
| 2017   | Deportivo de Evinayong      | 2-2 (4-3 tab) | Leones Vegetarianos         |
| 2021   | Super Leones                |               | Malabo Kings                |
| 2022   | Malabo Kings                | 2-1           | Deportivo de Evinayong      |
| 2023   | Malabo Kings                | 2-0           | Huracanes                   |